# Franciszek Myszkowski (fotograf)
Franciszek Myszkowski (ur. 1913, zm. 6 grudnia 1971 w Warszawie) – polski artysta fotograf. Członek rzeczywisty Związku Polskich Artystów Fotografików. Dokumentalista scen warszawskich.

## Życiorys
Franciszek Myszkowski związany z warszawskim środowiskiem fotograficznym – mieszkał, pracował, tworzył w Warszawie. Miejsce szczególne w jego twórczości zajmowała fotografia teatralna (dokumentacja spektakli teatralnych i widowisk muzycznych, portretowanie warszawskich aktorów i artystów) oraz fotografia sportowa. Po zakończeniu II wojny światowej podjął pracę fotografa w Centrali Obsługi Przedsiębiorstw i Instytucji Artystycznych w Warszawie. 
Franciszek Myszkowski uczestniczył w wystawach fotograficznych (m.in. w 1960 roku zaprezentował wystawę indywidualną). W 1950 roku został przyjęty w poczet członków rzeczywistych ówczesnego Polskiego Związku Artystów Fotografów – późniejszego (od 1952) Związku Polskich Artystów Fotografików. 
Fotografie Franciszka Myszkowskiego znajdują się w zbiorach Biblioteki Jagiellońskiej Uniwersytetu Jagiellońskiego (w Bazie Ikonografii Teatralnej), w zbiorach Narodowego Archiwum Cyfrowego w Warszawie oraz w zbiorach Instytutu Teatralnego w Warszawie.
Pochowany na cmentarzu Powązki Wojskowe w Warszawie (kwatera C38-4-8). 